# Église Saint-Georges de Bourguignon-lès-Conflans
Pour les articles homonymes, voir Église Saint-Georges et Saint-Georges.
L'église Saint-Georges est une église catholique située à Bourguignon-lès-Conflans, en France.

## Localisation
L'église est située sur la commune de Bourguignon-lès-Conflans, dans le département français de la Haute-Saône.

## Historique
L'église date des XIIIe et XVIe siècles.
L'édifice est inscrit au titre des monuments historiques en 1946.